# تلمبه ارگ
تلمبه ارگ یک منطقهٔ مسکونی در ایران است که در دهستان شریف‌آباد (سیرجان) واقع شده‌است. تلمبه ارگ ۱۹۰ نفر جمعیت دارد.